# Jacques-François Lefranc

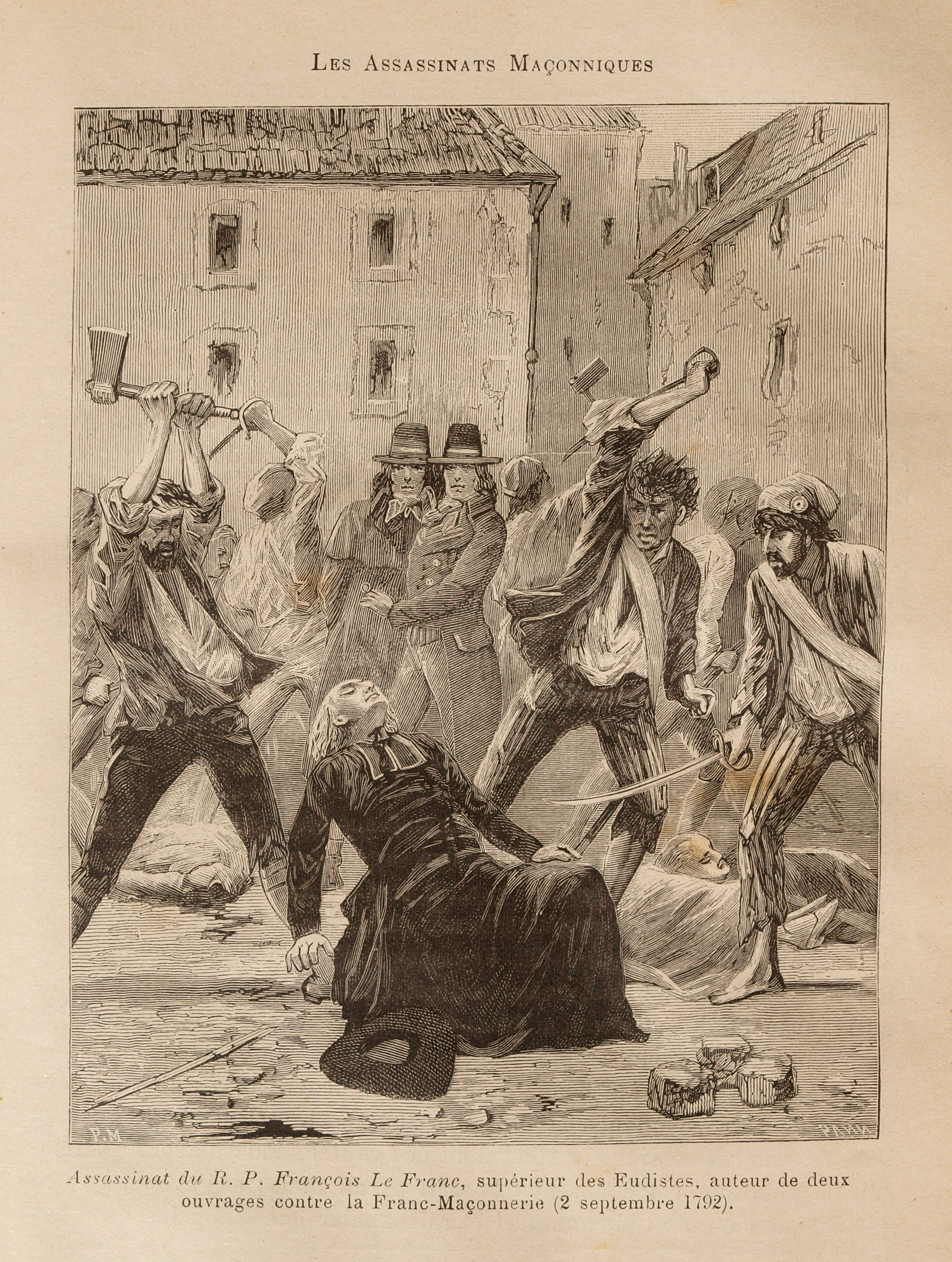
El asesinato de Jacques-François Lefranc, dibujado por Pierre Méjanel

El abad Jacques-François Lefranc (1739-1792) era un religioso francés y escritor antimasónico. Fue ejecutado con 180 otros religiosos el 2 de septiembre de 1792.

## Biografía
Su libro fue la primera acusación de conspiración masónica detrás de la Revolución francesa. Señala el origen de la masonería como siendo la secta protestante francesa del Socinianismo. Lefranc era un socio literario de Augustin Barruel y era el superior de la orden Eudista, oposante al Jansenismo.